# Calochortus aureus
Calochortus aureus är en liljeväxtart som beskrevs av Sereno Watson. Calochortus aureus ingår i släktet Calochortus och familjen liljeväxter. Inga underarter finns listade.

## Bildgalleri

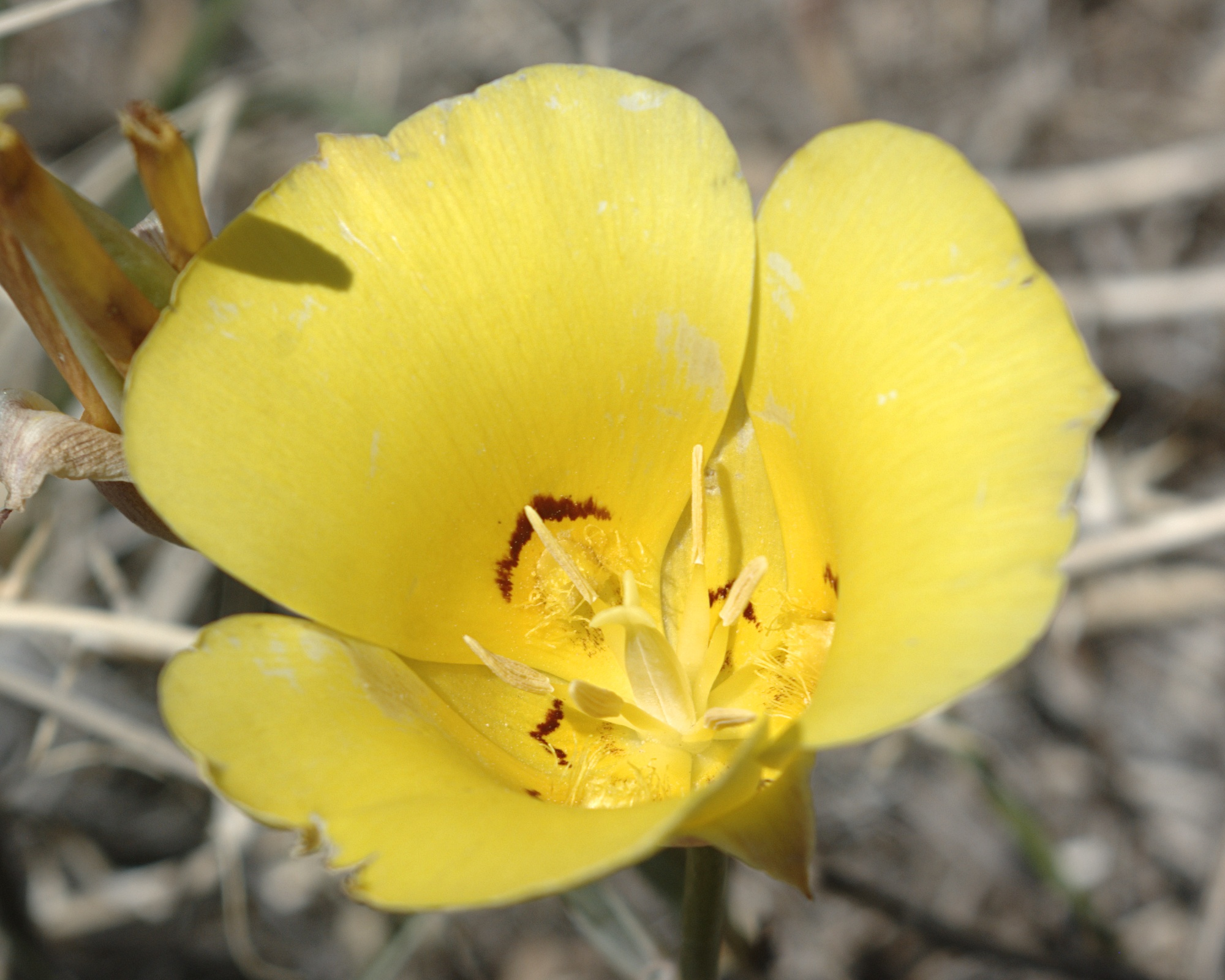
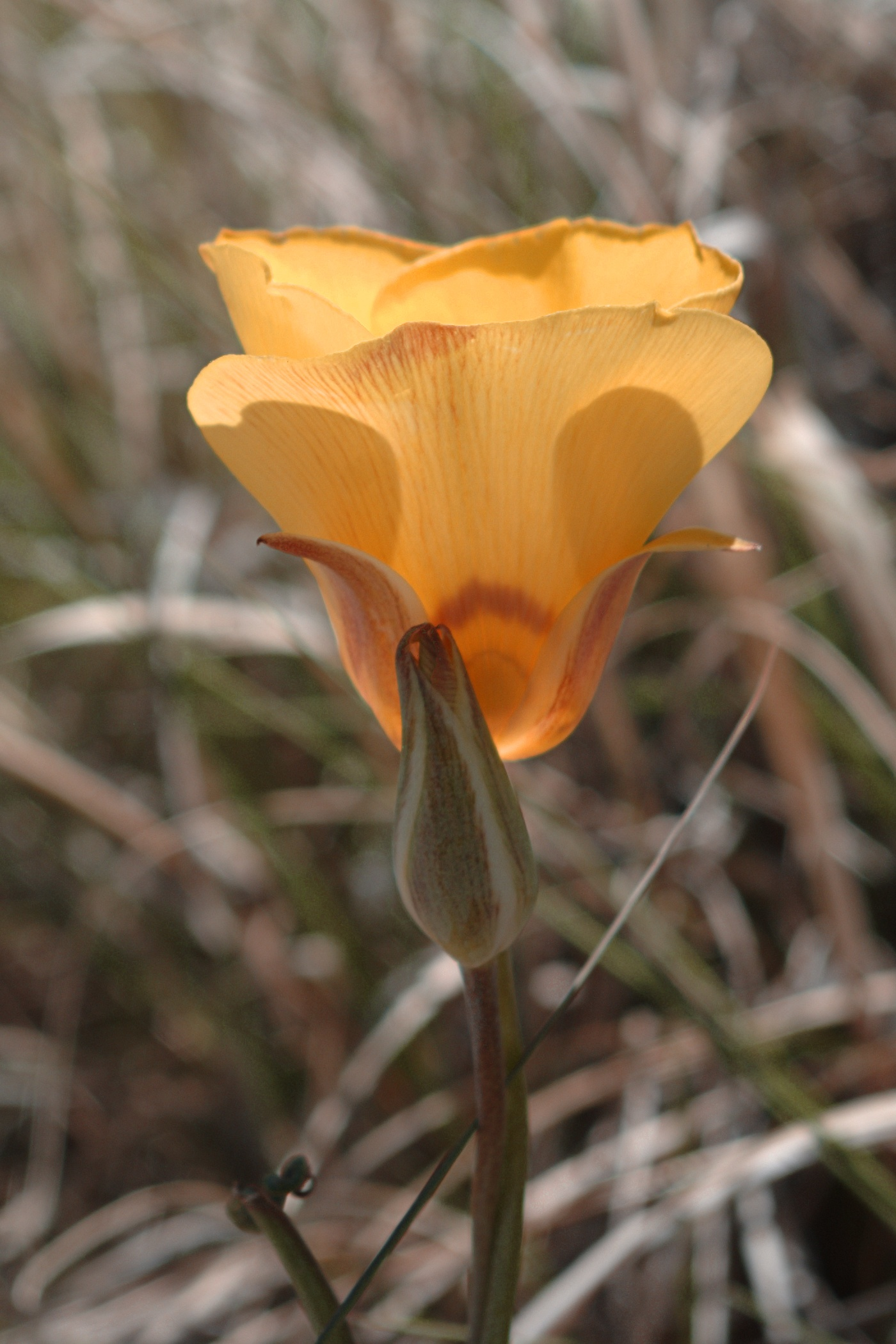